# クライスラー・コンコード
クライスラー・コンコード（Chrysler Concorde）は、クライスラー社が1993年式から2004年まで生産したフルサイズ、前輪駆動の大型4ドアセダンである。コンコードはクライスラー・フィフスアベニューの後継車であった。初代のクライスラー・LHプラットフォームを使用した3台のクライスラー・ブランドの中の1台であり、アメリカン・モーターズ / ルノーが設計したイーグル・プレミアから派生した。ダッジ・イントレピッド、クライスラー・LHS、クライスラー・ニューヨーカー、イーグル・ビジョンとは姉妹車であり、カー・アンド・ドライバー誌の1993年度と1994年度の10傑（Ten Best list）に選出された。

## デザイン
"第1世代"のデザインは1987年のコンセプトカー、ランボルギーニ・ポルトフィーノを基にしている。ポルトフィーノは、クライスラー社に"キャブフォワード"と呼ばれる革新的デザインの量産型セダンを生産することを決定させたデザイン的挑戦の先駆者であった。キャブフォワード・デザインは長く寝た前部ウインドと比較的短いオーバーハングという特徴を持っていた。車輪を効果的に車両の四隅に配することにより同時代の車よりかなり広い室内空間を実現していた。
"第2世代"のデザインは1996年のクライスラー・LHX コンセプトカーとして発表された。このコンセプトカーは20インチのホイールを履いており、中央部に位置する計器パネルと通常のバックミラーの代わりにAピラーに閉鎖回路式ビデオモニターを備えていた。ホイールベースは3,100 mm（124インチ）に延長されていたが、後席中央部は娯楽機器と収納スペースが占拠していて後部座席の快適性は制限されていた。

## 世代
初代のコンコードはデトロイトで開催された1992年の北米国際オートショーで1993年モデルとして発表された。第1世代は1997年まで存続し、1998年モデル向けに完全に刷新された。標準モデルよりも4インチ長いコンコード リミテッドは近しい関係のクライスラー・LHSの代替として2002年にデビューした。コンコードはイントレピッドと共に2004年まで生産された。クライスラー・300M（1999年にイーグル・ビジョンを代替した）も同じ年に廃止された。コンコードは2004年に2005年モデルとしてクライスラー・300に代替された。

## 年度毎の変更

### 初代（1993年 - 1997年）
1994年
この年にツーリング・サスペンションが標準となった。ベース・エンジンも8 hp（6 kW）出力が増強され、前席ベンチシートが選択できるようになった。駐車時の操作力を低減するためにパワーステアリングのアシスト量が増やされたが、高速域では重めに設定された。
1995年
トランスアクスルが改善され、オプションのリモート・キーレス・システム（Remote keyless system）の改良とハンドル・スポーク上にクルーズコントロール用'指先操作（thumb-touch）'できる増速、解除スイッチが追加された。後期生産分の1995年モデルでは構造的な整合性を改善するために初期モデルでは複合材製であった前部フェンダーを金属製に変更した。
1996年
1996年モデルではコンコードにベースグレードのLXと高グレードのLXiという2種類の明確に異なる意匠が与えられた。遮音材を追加し構造を見直すことによりコンコードはより静粛性を高めた。1996年モデルでは前部フェンダーに金属製パネルが追加され、後に全てのモデルに構造改善として施工された。グリル、ホーンパッドや様々な場所の"ペンタスター（Pentastar）"のロゴがクライスラーの花環形に変更された。なおリモート・キーレス・システムのキーと従来の鍵には旧い"ペンタスター"が残されていた。
1997年
この年唯一の変更はベースグレードのLXへのものだけで、ベース・エンジンの3.3 L V6が廃止された。

### 2代目（1998年 - 2004年）
1998年
1998年モデルでコンコードは完全に再設計された。
1999年
1999年モデルでサスペンション仕様が大幅に変更され、乗り心地を改善しロードノイズを低減するために柔らかくされた。内装には分厚いカーペットが、トランクには新しく標準でカーゴネットが付けられた。LXiグレードにはCDプレーヤーとエンジンを始動するのに正規の鍵を使用しないとエンジンがかからないというセントリーキー（Sentry Key）盗難防止装置が追加された。
2000年
この年に上級グレードのLxiと同様にベースグレードにもサンルーフが設定された。コンコードはより静粛で滑らかな乗り心地を提供するようにサスペンションに更なる改良が加えられた。LXグレードのタイヤはLXiと同等の16インチに格上げされた。LXiグレードには4連装インダッシュ・チェンジャーデッキと共に標準で速度感応型可変アシスト・パワーステアリングが装備された。
2001年
2001年モデルにはオプションで前席サイドエアバッグと後部中央席用の3点式シートベルトが追加された。LXグレードの22Dオプションパッケージにアルミホイールが含まれた。LXiグレードにオプションのインフィニティ（Infinity）製カーオーディオにステアリング上に設置された操作スイッチが付けられた。
2002年
2002年モデルではクライスラー・LHSが廃止され、LHSのフロントマスクとリアがコンコードに移植された（その結果全長も短くなった）。　同時に17インチ・ホイールと250 hpの"高出力" 3.5L V6 エンジンを装備した高級モデルのリミテッドが追加された。年度半ばでリミテッドにはオプションで2色仕立ての革表皮の特徴ある内装、クロームリムのスペアタイヤ、テイラーメイド（TaylorMade-adidas）のゴルフクラブ・セット（アイアンのみ）、革／スエード製の特製クライスラー・ゴルフバッグ、外装には後部ウインドに'Pro-Am'のアップリケやクラブやその他のゴルフ道具を収納するトランク・オーガナイザーを含むプロ＝アム（Pro-Am、Professional amateurs）・エディション・グループを追加した。
2003年
2003年モデルではオプションのインダッシュ4連装CDチェンジャーデッキが6連装のものに換えられた以外には大きな変更は無かった。
2004年
コンコード最後の年。2005年モデルでコンコードはクライスラー・300に代替された。